# Вузькоголова черепаха бірманська
Вузькоголова черепаха бірманська (Chitra vandijki) - вид черепах родини Трикігтеві черепахи.

## Поширення
Вид зустрічається у Таїланді та М'янмі.